# Флад, Марк
Марк Флад (англ. Mark Flood; 29 сентября 1984, Шарлоттаун, Остров Принца Эдуарда, Канада) — канадский хоккеист, защитник и капитан французского клуба «Руан», который выступает в Лиге Магнуса.

## Карьера
В возрасте 17-и лет дебютировал в профессиональном хоккее. Он был включен в состав клуба «Питерборо Питс», который выступал в хоккейной лиге Онтарио (ОХЛ). В его составе игрок провел четыре сезона.
На драфте НХЛ 2003 года выбран в 6-м раунде под общим 188-м номером клубом «Монреаль Канадиенс». В сезоне 2005/06 перешёл в клуб Хоккейной Лиги Восточного Побережья (ХЛВП) «Дэйтон Бомберс» в статусе свободного агента. В этом же сезоне подписал контракт с клубом НХЛ «Коламбус Блю Джекетс» и провел несколько игр за фарм-клуб «блюзменов» «Сиракьюз Кранч», выступающий в АХЛ.
Сезон 2006/07 вновь начал в составе «Сиракьюз Кранч». В ноябре 2006 года был обменян в клуб НХЛ «Каролина Харрикейнз» на защитника Дерика Волзера. Конец сезона и два последующих сезона провёл в фарм-клубе «ураганов» «Олбани Ривер Рэтс», выступающем в АХЛ.
По окончании сезона 2008/09 «Каролина Харрикейнз» разорвала контракт с Марком Фладом. 6 июля 2009 года игрок подписал одногодичный двусторонний контракт с клубом НХЛ «Нью-Йорк Айлендерс». Большую часть сезона 2009/10 провёл в фарм-клубе «островитян» «Бриджпорт Саунд Тайгерс» в АХЛ. После травмы защитника Дастина Кона, Марк Флад был командирован в НХЛ. 25 марта 2010 года в матче против «Калгари Флэймз» игрок дебютировал в НХЛ. В общей сложности в сезоне 2009/10 он провёл 6 игр в НХЛ, набрал один ассистентский балл и −4 показатель полезности.
В межсезонье 2010 года подписал односторонний контракт с фармом «Ванкувер Кэнакс» клубом АХЛ «Манитоба Мус», в котором и провёл последующий сезон. 3 июля 2011 года заключил контракт с клубом НХЛ «Виннипег Джетс». Свой дебютный гол забил в матче с «Нью-Джерси Девилз» в ворота Мартина Бродо.
22 июля 2012 года было объявлено о заключении контракта между Марком Фладом и ярославским «Локомотивом», вернувшимся в КХЛ после годичного перерыва вследствие катастрофы 7 сентября 2011 года.
Провёл 2013/14 сезон в НХЛ за «Каролина Харрикейнз».
В июне 2014 года подписал двухлетний контракт с «Медвешчаком».
18 августа 2020 года подписал контракт с французским клубом «Руан».

## Статистика
Последнее обновление: 12 декабря 2012 г.

### Клубная карьера
|         |                         |      | Регулярный сезон | Регулярный сезон | Регулярный сезон | Регулярный сезон | Регулярный сезон | Регулярный сезон | Плей-офф | Плей-офф | Плей-офф | Плей-офф | Плей-офф | Плей-офф |
| Сезон   | Команда                 | Лига | Игр              | Г                | П                | Очк              | +/-              | Штр              | Игр      | Г        | П        | Очк      | +/-      | Штр      |
| ------- | ----------------------- | ---- | ---------------- | ---------------- | ---------------- | ---------------- | ---------------- | ---------------- | -------- | -------- | -------- | -------- | -------- | -------- |
| 2001/02 | Питерборо Питс          | ОХЛ  | 57               | 1                | 4                | 5                | -7               | 21               | 6        | 0        | 0        | 0        | —        | 2        |
| 2002/03 | Питерборо Питс          | ОХЛ  | 68               | 5                | 24               | 29               | 10               | 18               | 7        | 1        | 2        | 3        | —        | 0        |
| 2003/04 | Питерборо Питс          | ОХЛ  | 68               | 15               | 29               | 44               | -21              | 30               | —        | —        | —        | —        | —        | —        |
| 2004/05 | Питерборо Питс          | ОХЛ  | 60               | 4                | 37               | 41               | 14               | 14               | 14       | 2        | 7        | 9        | —        | 0        |
| 2005/06 | Сиракьюз Кранч          | АХЛ  | 9                | 1                | 1                | 2                | -4               | 2                | —        | —        | —        | —        | —        | —        |
| 2005/06 | Дэйтон Бомберс          | ХЛВП | 50               | 11               | 14               | 25               | -21              | 20               | —        | —        | —        | —        | —        | —        |
| 2006/07 | Сиракьюз Кранч          | АХЛ  | 8                | 1                | 1                | 2                | -7               | 2                | —        | —        | —        | —        | —        | —        |
| 2006/07 | Олбани Ривер Рэтс       | АХЛ  | 36               | 3                | 7                | 10               | -2               | 20               | —        | —        | —        | —        | —        | —        |
| 2007/08 | Олбани Ривер Рэтс       | АХЛ  | 53               | 10               | 12               | 22               | 9                | 18               | —        | —        | —        | —        | —        | —        |
| 2008/09 | Олбани Ривер Рэтс       | АХЛ  | 76               | 6                | 25               | 31               | -9               | 27               | —        | —        | —        | —        | —        | —        |
| 2009/10 | Бриджпорт Саунд Тайгерс | АХЛ  | 61               | 10               | 23               | 33               | —                | 39               | 5        | 0        | 2        | 2        | —        | 6        |
| 2009/10 | Нью-Йорк Айлендерс      | НХЛ  | 6                | 0                | 1                | 1                | -4               | 0                | —        | —        | —        | —        | —        | —        |
| 2010/11 | Манитоба Мус            | АХЛ  | 63               | 11               | 29               | 40               | —                | 29               | 14       | 0        | 6        | 6        | —        | 2        |
| 2011/12 | Сент-Джонс АйсКэпс      | АХЛ  | 11               | 1                | 5                | 6                | —                | 4                | —        | —        | —        | —        | —        | —        |
| 2010/11 | Виннипег Джетс          | НХЛ  | 33               | 3                | 4                | 7                | —                | 10               | —        | —        | —        | —        | —        | —        |
| 2012/13 | Локомотив               | КХЛ  | 39               | 1                | 3                | 4                | 2                | 23               | —        | —        | —        | —        | —        | —        |

## Достижения

### Командные
«Руан»
- Чемпион Франции: 2020/21

Сборная Канады
- Обладатель Кубка Шпенглера: 2017